# Abeer Seikaly
Abeer Seikaly, född 1979, är en jordansk arkitekt, konstnär, designer och kulturproducent, verksam i Amman i Jordanien.

## Biografi
Abeer Seikaly arrangerade tillsammans med arkitekten Rana Beiruti den första Amman Design Week i september 2016. Seikaly är mest känd för sitt mångfunktionella variant av en jurta, som riktar sig mot människor på flykt undan krig och naturkatastrofer. Tältet är inspirerat av nomaders tillfälliga hyddor och är uppbyggt med ett strukturellt tyg,[förklaring behövs] som efter gamla traditioner kombinerar linjära fibrer i komplexa tredimensionella former. Abeer Seikaly jurta skyddar mot både värme och kyla, samtidigt som konstruktionen kan användas för samla vatten och för utvinna elektricitet ur solenergi. Designens namn "Weaving a tent" anspelar på dess organiska struktur och på ambitionen att väva samman livet med ett hem under svåra omständigheter.
Seikaly är utbildad i arkitektur vid Rhode Island School of Design 1997–2002. Efter examen har hon varit arkitekt, projektledare och frilansande designer och organisatör bakom Sunny Art Fair och Amman Design Week,. Hon har fått Lexus Design Award 2013 för sin jurta och fått pris i The Rug Company’s Wallhanging Design Competition för sitt bidrag "The Chandelier" 2012. Hon var en av flera utställande vid MoMA i New York, USA, under temat 'Insecurities: Tracing Displacement and Shelter' under slutet av 2016 och början på 2017.
Hon är också produktionsmanager för den irakisk-finländske videokonstnären Adel Abidin.